# YOSHIKA⁂
YOSHIKA⁂（日语： YOSHIKA⁂ */?）為日本個人勢虛擬YouTuber。2021年3月19日首次出道，直播內容以歌回為主。2024年8月起加盟臺灣春魚工作室。2025年3月6日達成10萬人訂閱里程碑。

## 角色設定
YOSHIKA⁂的角色設定由日本繪師菊月擔任。人設為愛吃地瓜的女孩，1月26日出生，身高146公分。 

## 經歷
YOSHIKA⁂最初於2013年起在Niconico動畫上以歌手的身份開始活動。直到2021年3月19日，她轉為VTuber在YouTube上進行初配信直播，因其充滿元氣且出眾的歌唱實力，讓她出道以來吸引不少粉絲。
YOSHIKA⁂於2024年6月16日舉辦個人第一場3D化現場演唱會。臺灣春魚工作室官方宣布「YOSHIKA⁂Ch.」將於同年8月31日起，以個人勢的身分正式加盟春魚工作室，將提供其臺灣境內之商務、合作及周邊開發等協助。
2024年9月14日，YOSHIKA⁂發行第一張個人原創EP《Amaryllis》，共收錄了4首新歌，每首歌都以她的形象—花朵為主題。由日本東急娛樂、東急、Balus公司於同年10月27日在東京新宿東急歌舞伎町塔的109電影院共同舉辦「Virtual Night SHOWCASE」活動中，邀請團體和Vsinger的Yoshika⁂同台演出。
2025年3月6日，在YOSHIKA⁂的耐久歌回直播中，其YouTube頻道達成10萬人訂閱里程碑。她也預計於同年9月13日至14日，與天羽希洛璞等多位VTuber在日本長野縣佐久市駒場公園的戶外動漫歌曲節上合作演出。

## 外部連結
- YOSHIKA⁂的X（前Twitter） （日語）（Archive.today的存檔，存档日期2025-07-17）
- YOSHIKA⁂的Bluesky （日語）（Archive.today的存檔，存档日期2025-07-17）
- YOSHIKA⁂的TwitCasting帳戶（日語）（Archive.today的存檔，存档日期2023-07-07）
- 春魚工作室官網上的YOSHIKA⁂介紹 （繁體中文）（页面存档备份，存于）